# Zhang Xielin
Zhang Xielin, (Chinees: 张燮林; China, 1940) is een voormalig Chinees professioneel tafeltennisser.

## Belangrijkste resultaten
- Goud met het team op de wereldkampioenschappen 1963.
- Goud in het mannen dubbelspel op de wereldkampioenschappen 1963 met Wang Zhiliang.
- Goud met het team op de wereldkampioenschappen 1965.
- Goud in het gemengd dubbelspel op de wereldkampioenschappen 1971 met Lin Huiqing.
- Zilver in het gemengd dubbelspel op de wereldkampioenschappen 1965 met Lin Huiqing.
- Zilver in het mannen dubbelspel op de wereldkampioenschappen 1965 met Wang Zhiliang.
- Brons in het enkelspel op de wereldkampioenschappen 1961.
- Brons in het enkelspel op de wereldkampioenschappen 1963.

- Gemeinsame Normdatei: 1154605906
- Virtual International Authority File: 56152138517410980769